# 峰華邨

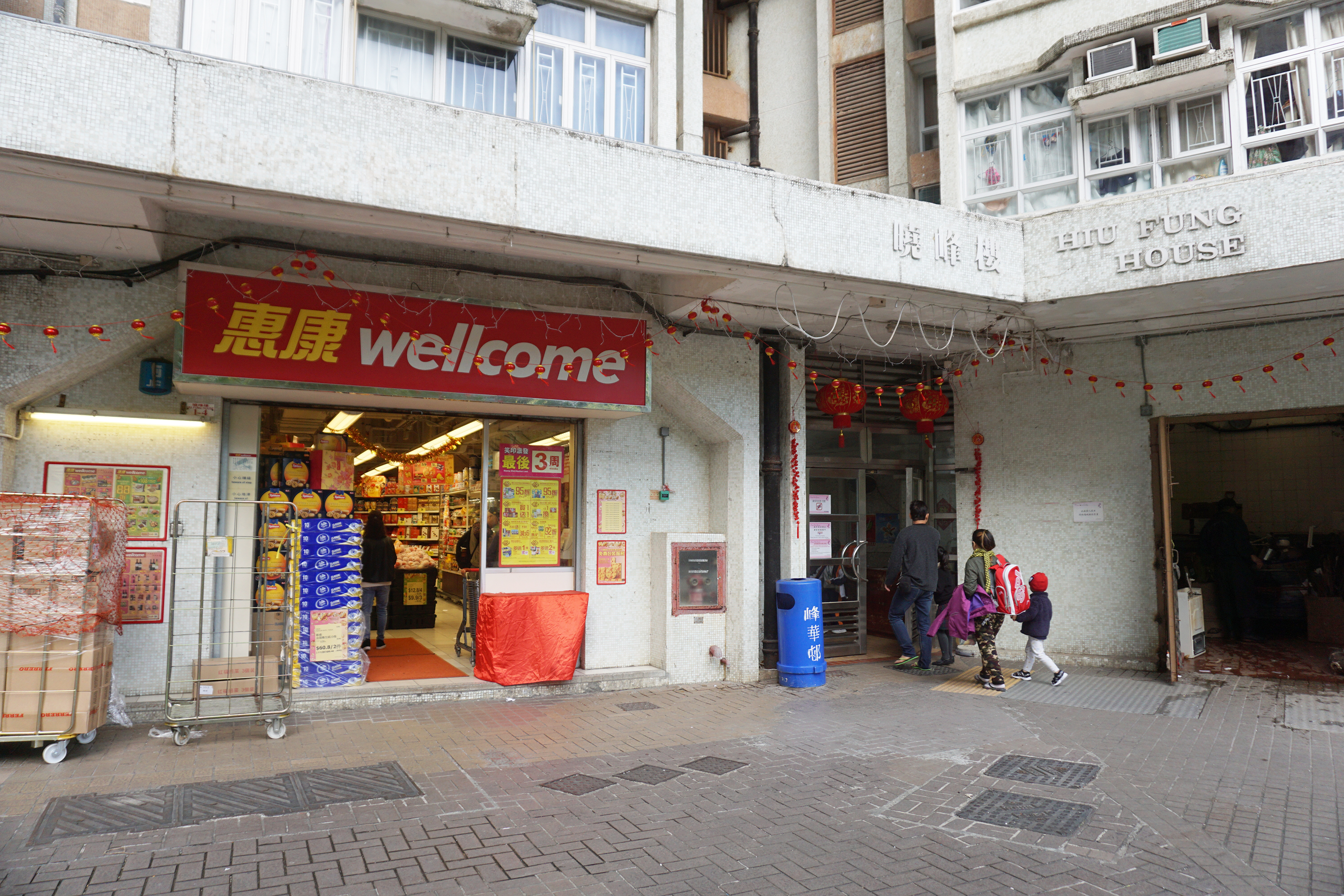
惠康超級市場

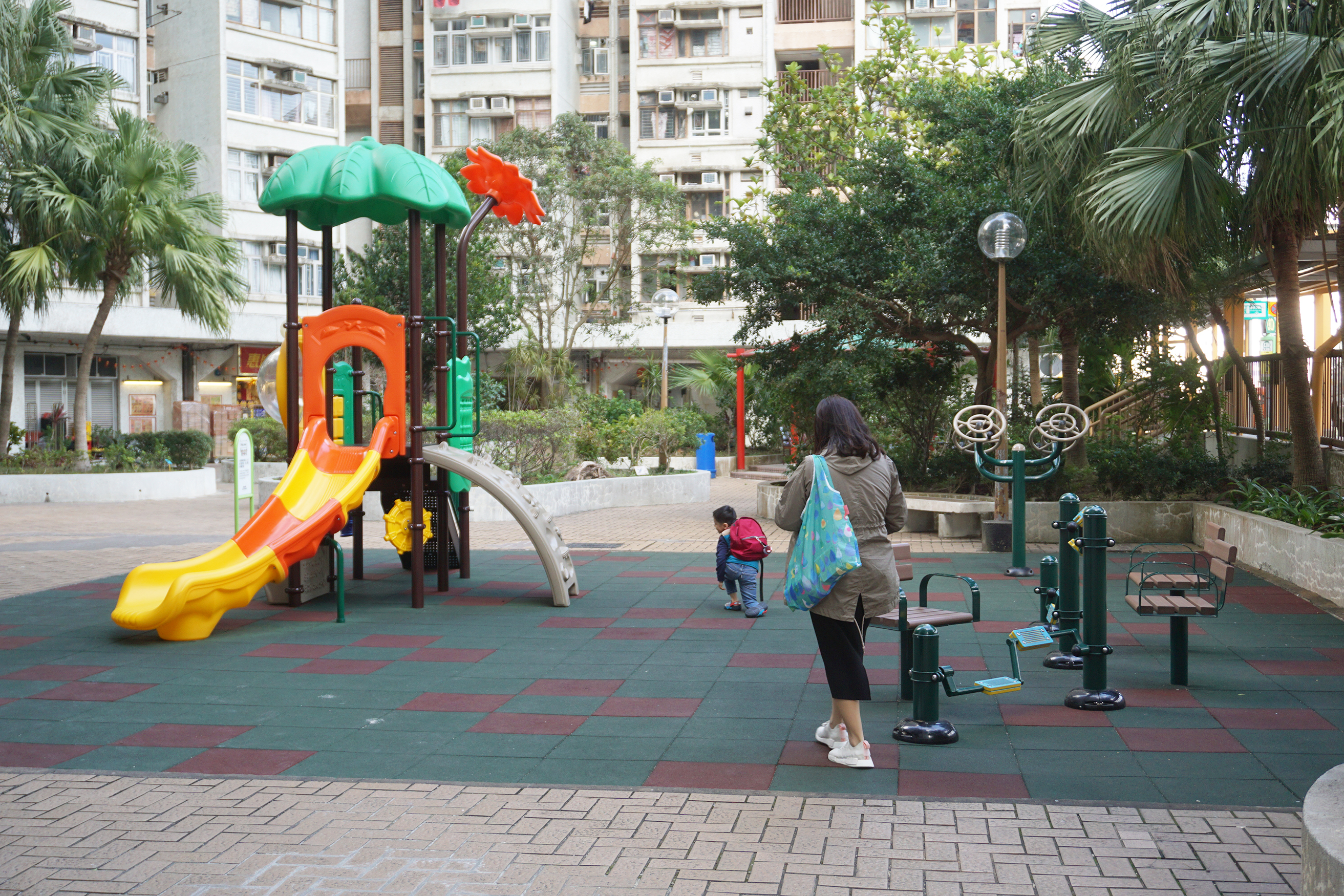
兒童遊樂場及健體區

峰華邨（英語：Fung Wah Estate，在計劃時稱為柴灣丙邨）是香港的一個公共屋邨，位於香港島東區柴灣西南部的山谷中，背向大潭郊野公園，依山而建，並建有高架道路峰霞道連接鄰近的興華（二）邨及翡翠道，此路亦成為峰華邨及景翠苑的唯一出入通道。全邨建有2幢35層高的Y4型出租公屋大廈，於1991年入伙。現時峰華邨的物業管理公司為新豪物業管理及代理有限公司。

## 設計
興建峰華邨目的是為了興華（一）邨重建提供安置資源，峰華邨及景翠苑採用佔地較小的Y4型標準設計，並略作少許修改以遷就狹窄而細小的地盤。因為受制於高架道路峰霞道及要遷就細小而狹長的山谷中地盤，所以峰華邨及景翠苑各座向峰霞道的要採用面積較細、長度較短的標準單位，而該翼之翼尾單位（峰華邨各座的15室及16室）及（景翠苑的3室及4室）也較其他兩翼的翼尾單位為小，廚房牆身也較窄，而該翼的翼尾兩房單位為企缸（其他兩翼為浴缸），此項特別設計只在峰華邨及景翠苑使用過，此外還要將部份大樓嵌入山坡而建，各座大樓其中兩條樓梯在一樓設有出口，其出口通往樓宇後方山坡的行山徑，不能直達地下，同時取消部份原有近山坡的單位。
在峰華邨入伙前、房委會為增加一人單位供應，將兩幢大廈的三人單位17號室分隔成為17A室及17B室2個附獨立廚廁的一人單位（俗稱劏房），這類分間單位並沒有在租置計劃出售；而在秀峰樓地下也設了3個面積介乎32.2至54.38平方米的居住單位藉此增加住宅單位供應。另外此邨已於2000年在租者置其屋計劃（第3期）把單位出售給所屬租戶，現已成立業主立案法團。邨內的其中一座大廈甄選為居者有其屋 - 景翠苑（英語：King Tsui Court），於1990年的居者有其屋計劃第12期甲出售，並為港島區唯一一個採用Y4型設計的居屋屋苑。
屋邨大樓地下設有超級市場及便利店，地庫設有160個泊位的停車場。峰華邨商舖及停車場由領展管轄。

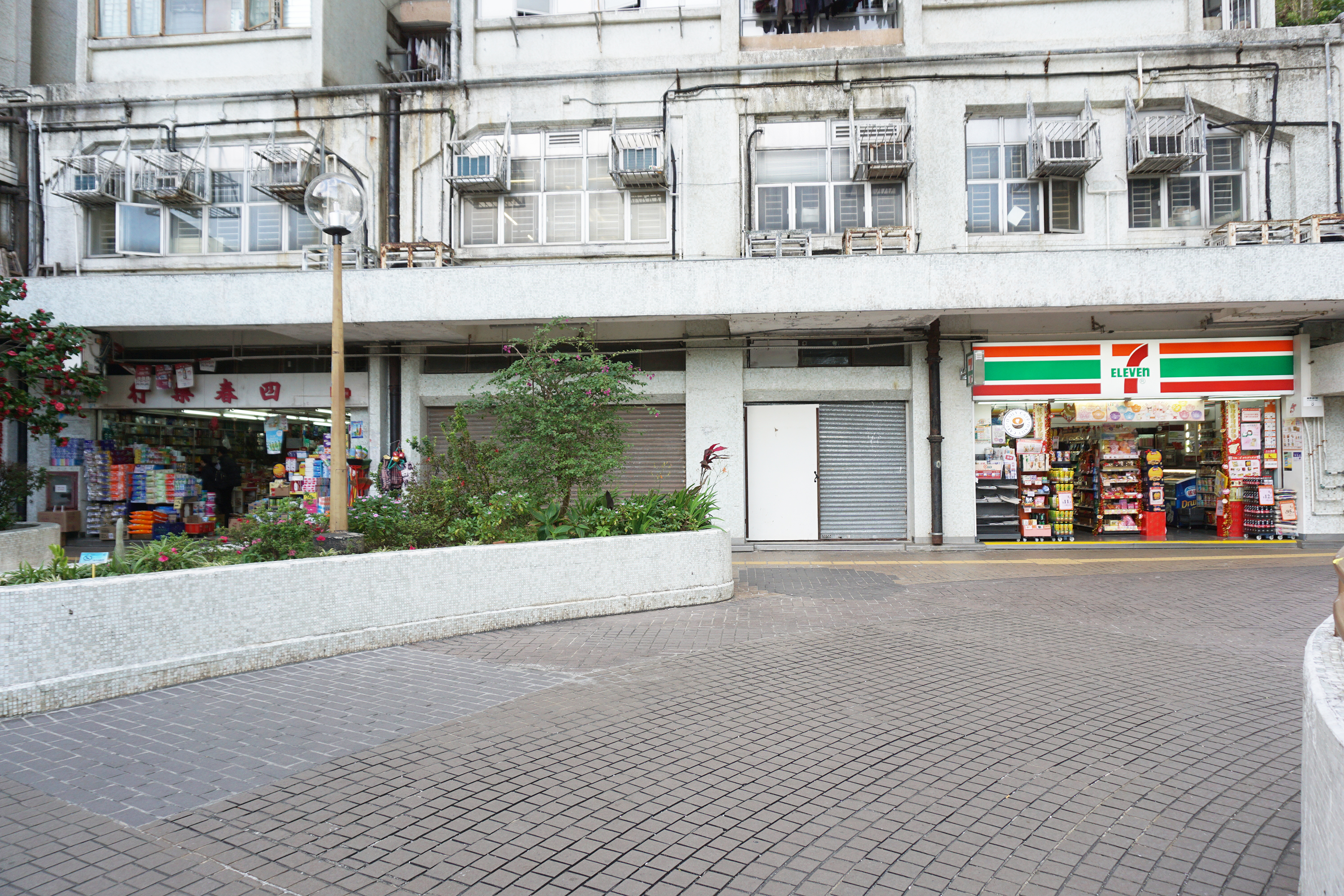
藥房及7-11便利店
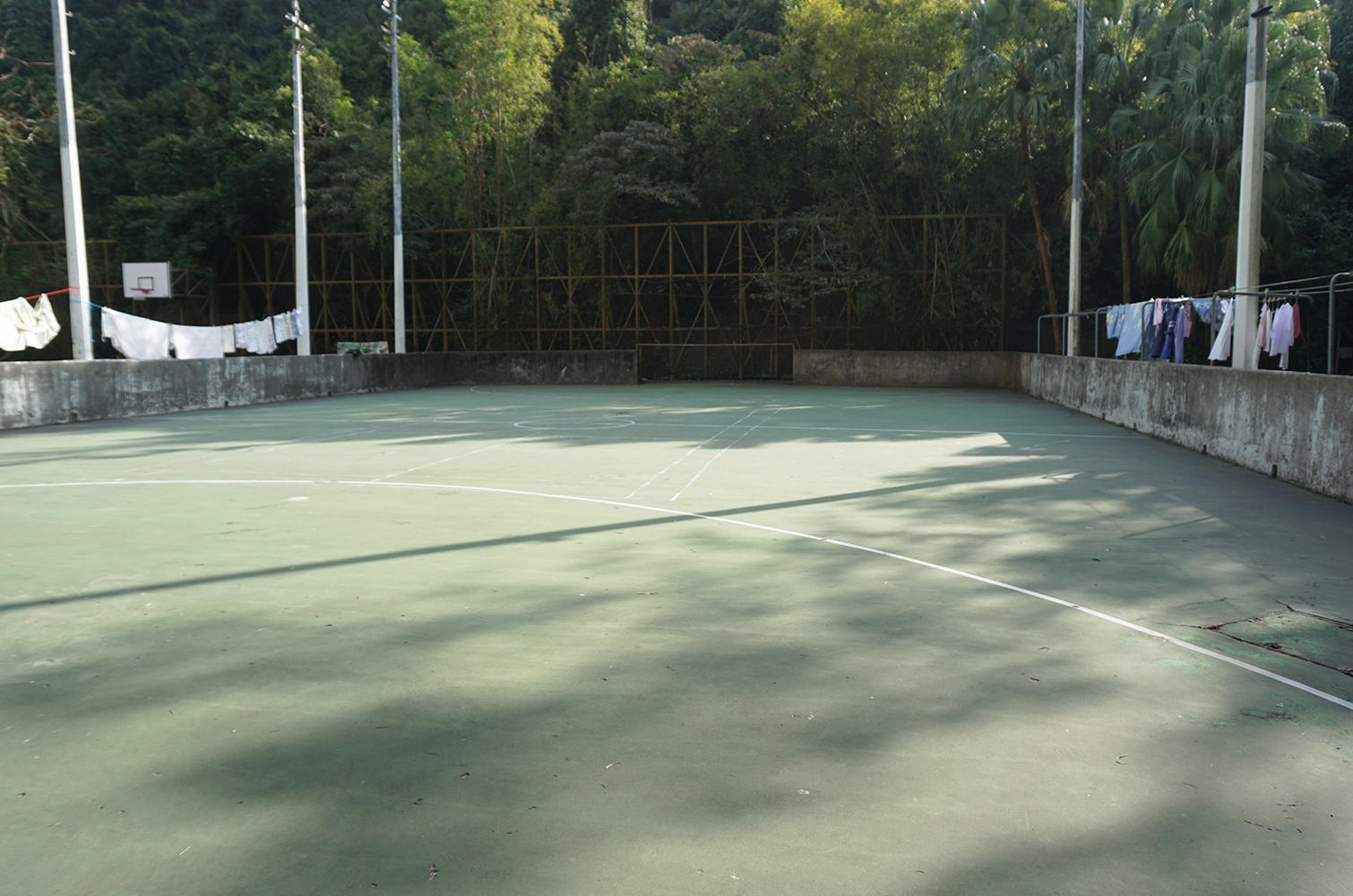
足球場
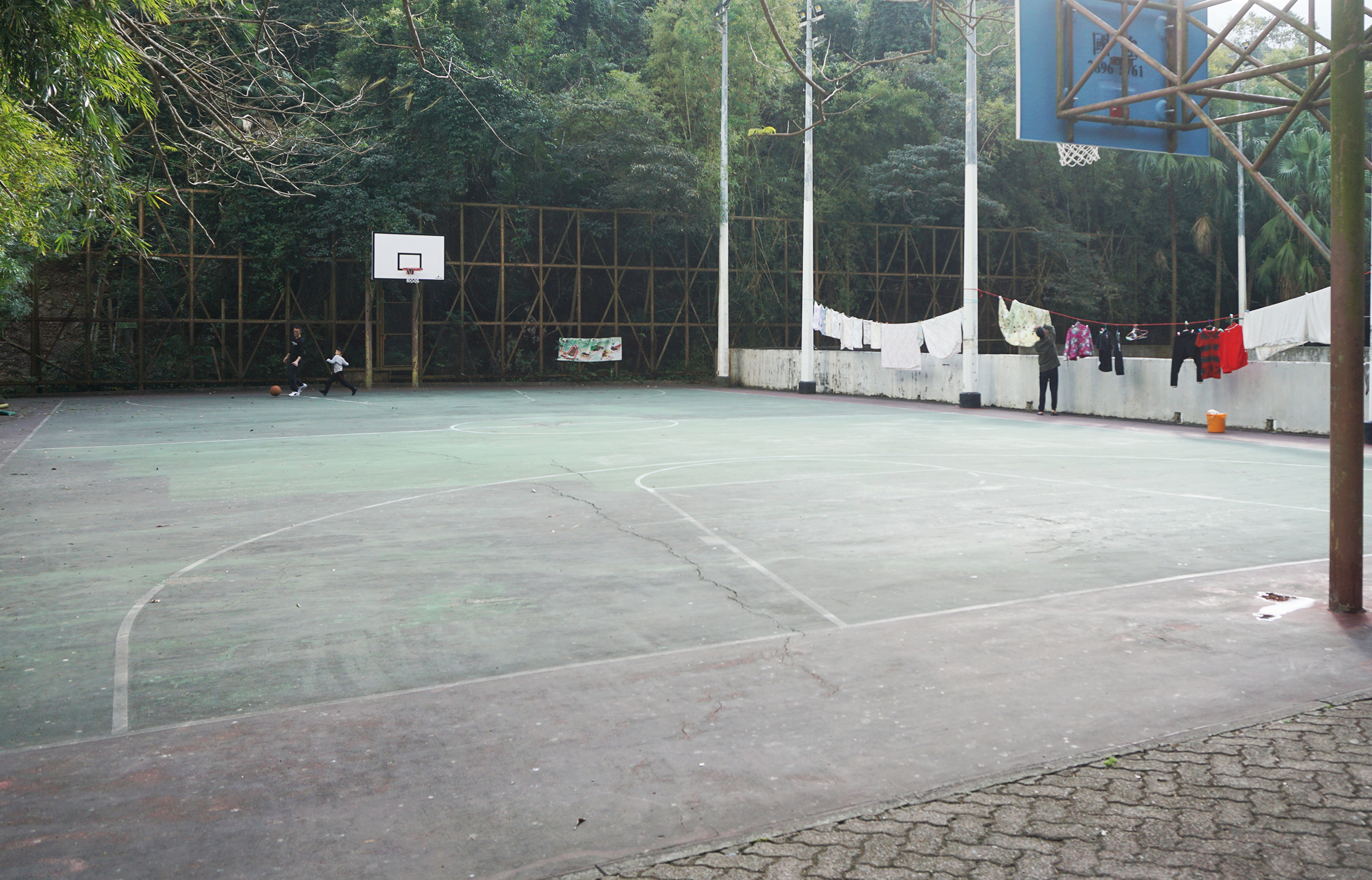
籃球場
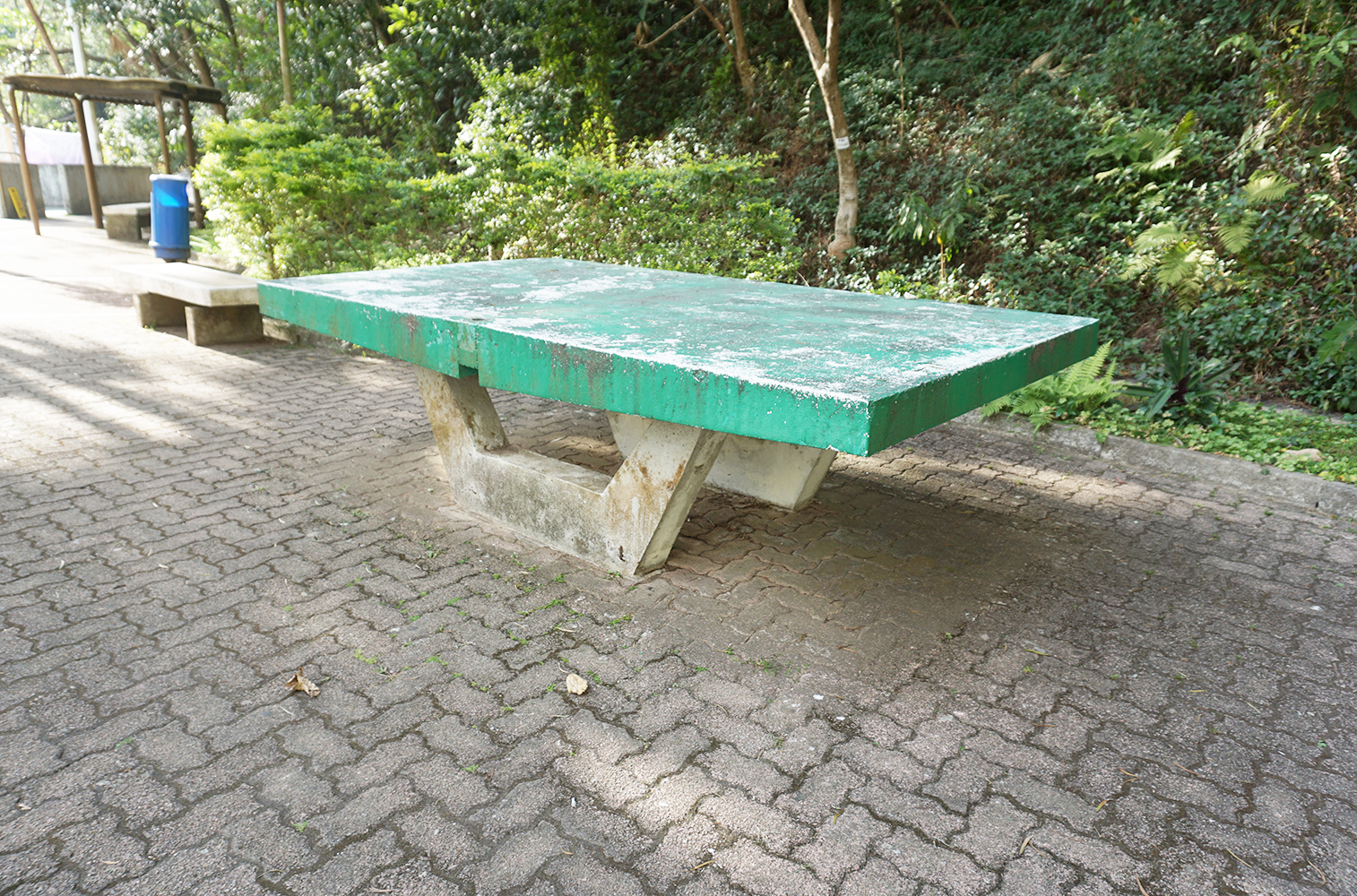
乒乓球桌
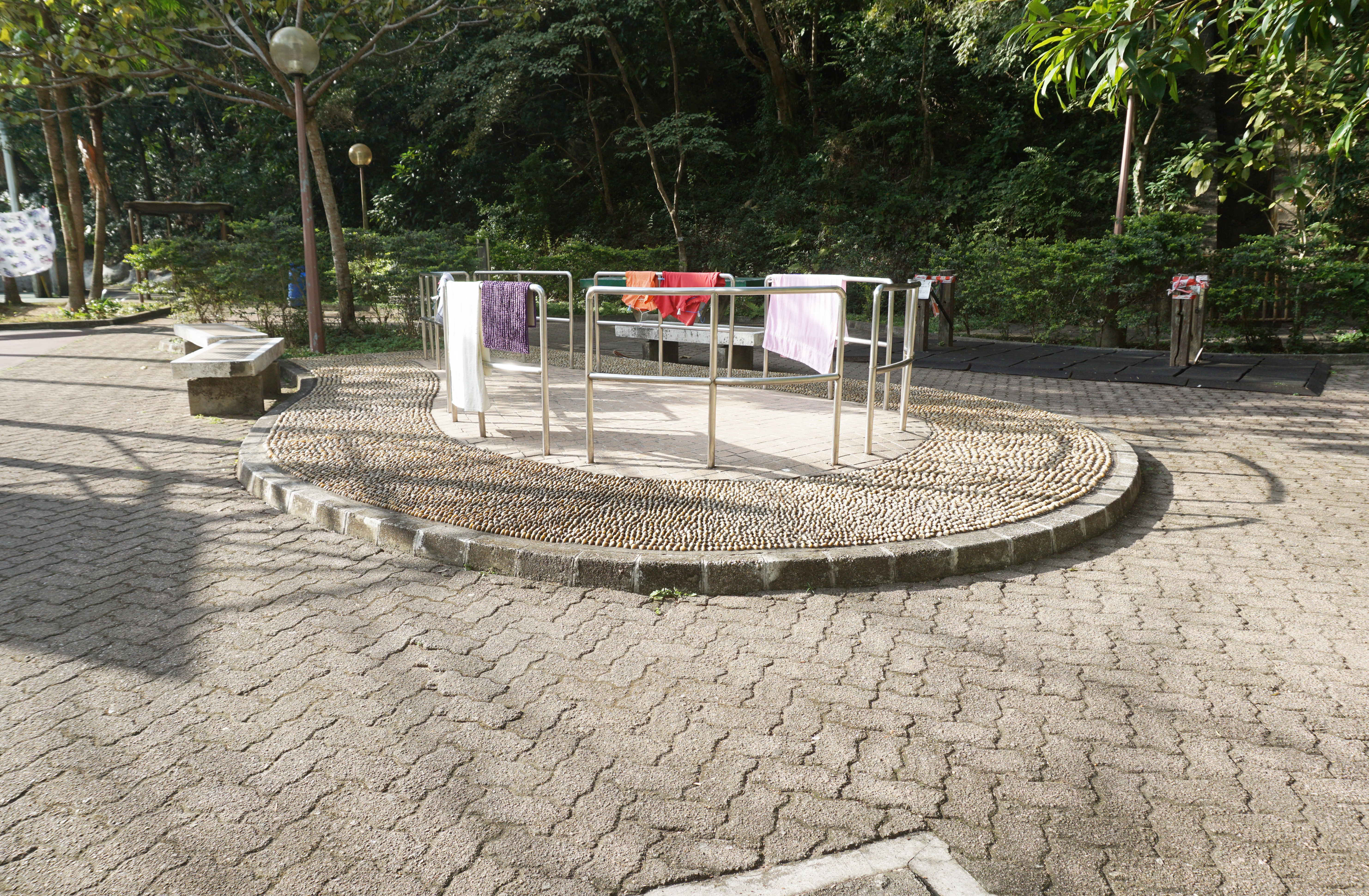
卵石路步行徑
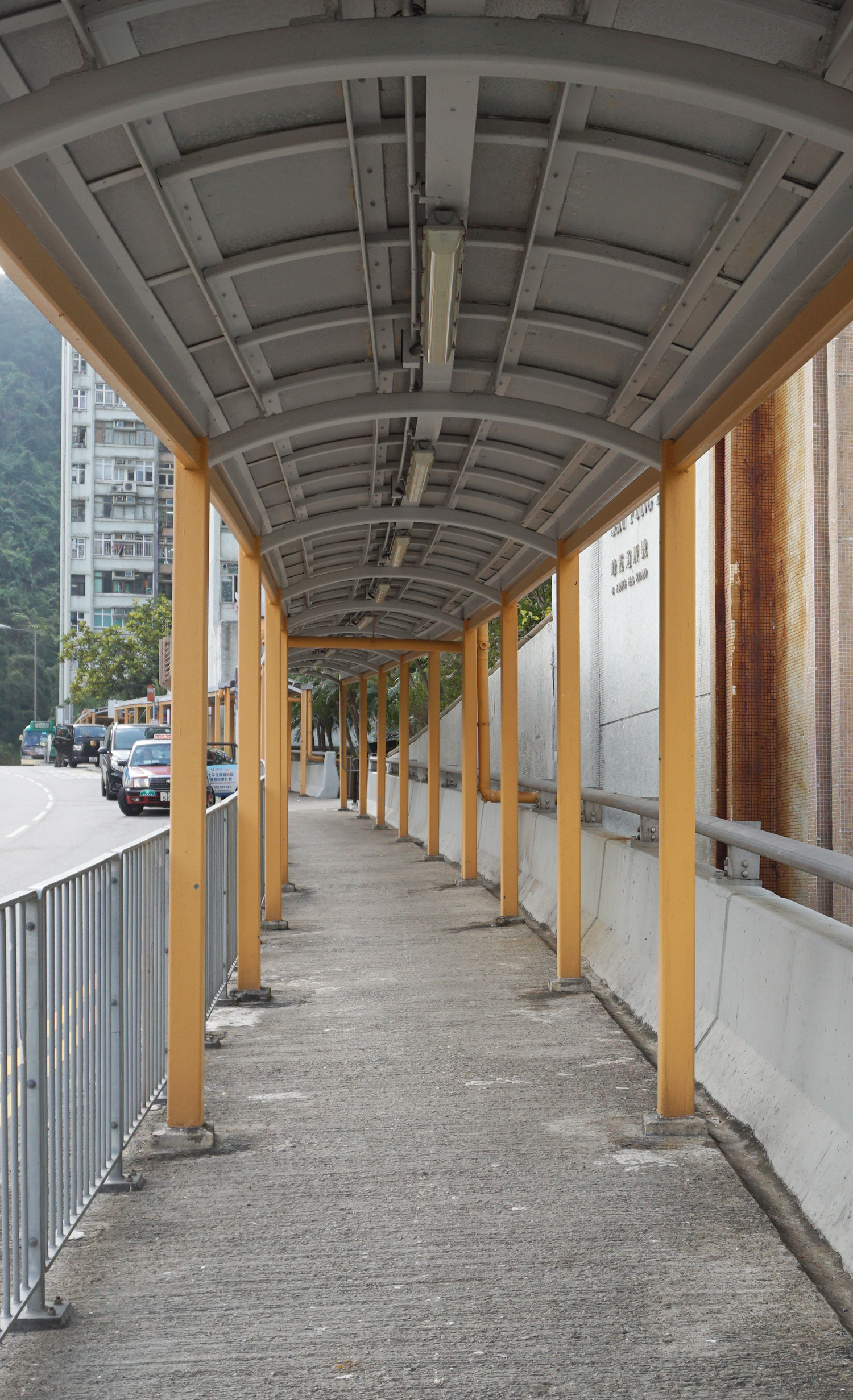
有蓋行人通道
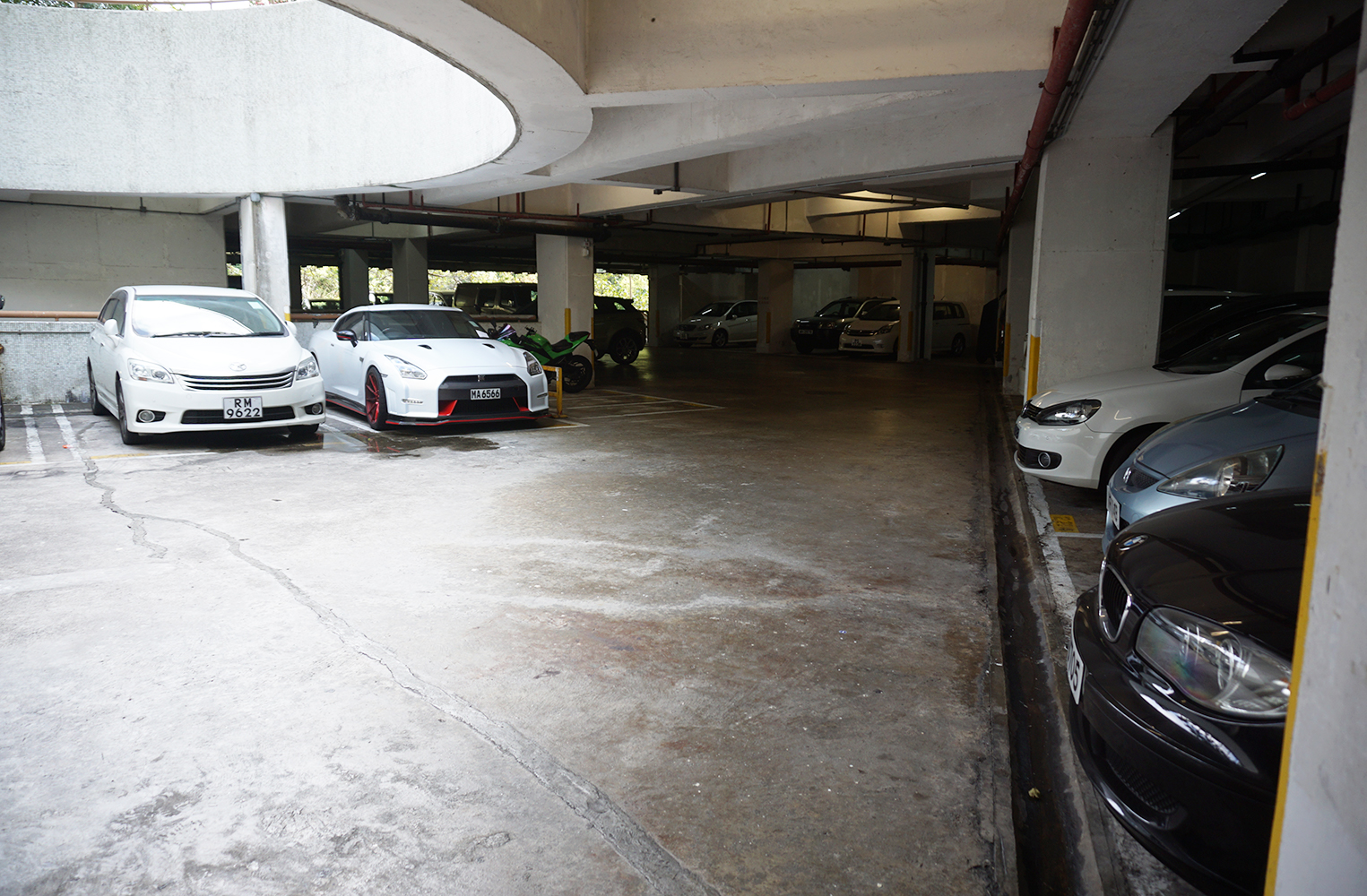
停車場
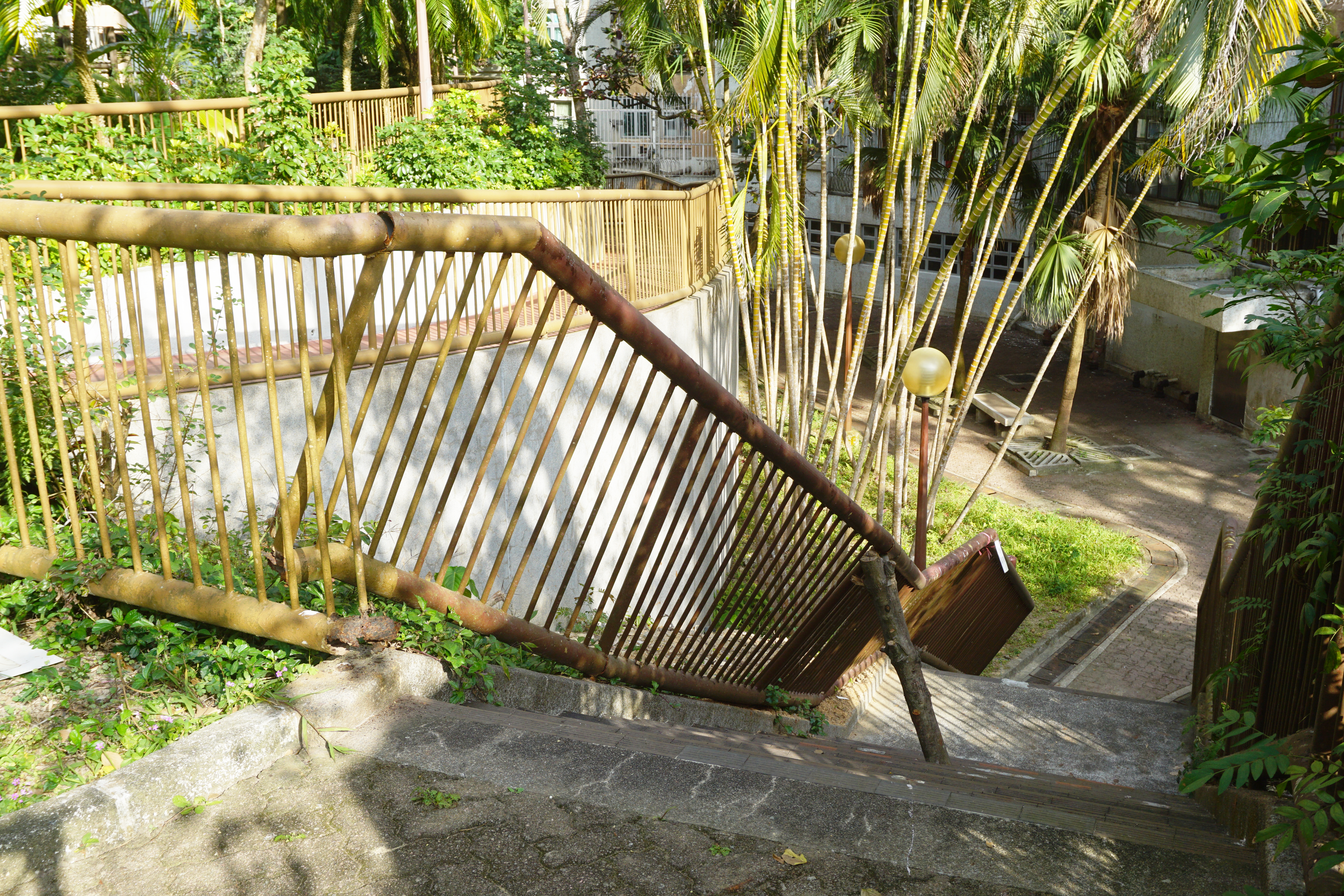
2018年超強颱風山竹正面襲港，吹塌樹木壓毀欄杆

## 屋邨資料

### 樓宇

#### 峰華邨
| 樓宇名稱（座號） | 門牌號碼  | 樓宇類型            | 落成年份 | 樓宇層數（住宅層數） | 每層伙數                                   | 每座單位總數（伙） | 建築師       | 承建商   | 提供升降機的廠商 |
| ---------------- | --------- | ------------------- | -------- | -------------------- | ------------------------------------------ | ------------------ | ------------ | -------- | ---------------- |
| 曉峰樓（第2座）  | 峰霞道6號 | Y4型 （後期型設計） | 1991年   | 34                   | 18（2-34樓） 18（1樓）                     | 645                | 房屋署建築師 | 禮頓建築 | 迅達             |
| 秀峰樓（第3座）  | 峰霞道4號 | Y4型 （後期型設計） | 1991年   | 34                   | 18（3-34樓） 17（2樓） 13（1樓） 3（地下） | 641                | 房屋署建築師 | 禮頓建築 | 迅達             |

（第1座屬於同一項目內的景翠苑，故此略去部份座號。上述座號是以房屋署Estate Property的記錄為依歸。）

#### 景翠苑
| 樓宇名稱（座號）     | 樓宇類型            | 落成年份 | 樓宇層數（住宅層數） | 每層伙數                | 單位總數（伙） | 建築師       | 承建商   | 提供升降機的廠商 | 原屬樓宇     |
| -------------------- | ------------------- | -------- | -------------------- | ----------------------- | -------------- | ------------ | -------- | ---------------- | ------------ |
| 景翠苑（A座／第1座） | Y4型 （後期型設計） | 1991年   | 34                   | 18 （2-34樓） 13（1樓） | 607            | 房屋署建築師 | 禮頓建築 | 迅達             | 峰華邨麗峰樓 |

（景翠苑於選為居屋出售後已易名為A座，並獨立於峰華邨地界範圍，並有其獨立的管理處及管理基金等。）

## 教育設施

### 幼稚園
已結束
- 青松景翠幼稚園（1991年創辦；景翠苑地下及一樓11至14室）

## 地方行政
與毗鄰的興華邨同屬東區區議會下轄的翡翠選區，前任區議員為公民黨中央執委黎志強。

## 事件

### 北角殺妓案
2008年初北角鳳姐被殺案，警方在曉峰樓一單位拘捕死者的32歲前男友，殺人動機懷疑與感情及金錢有關。

## 外部連結
- 房委會物業位置及資料 峰華邨 （页面存档备份，存于）